# Rudolf Župan
Rudolf Župan (Pula, 19. siječnja 1905. – Santiago da Chile, 11. srpnja 1976.), hrv. glazbenik, bariton iz Pule.

## Životopis
U puljskoj školi Rossini učio je pjevanje u klasi Pietra Sbise. Studirao na milanskom Konzervatoriju. U Bergamu je debitirao na opernoj pozornici. Bilo je to 1933. godine. Nastupio u Barceloni i talijanskim kazališnim kućama tzv. stagionama (kao Rudi Supan) s mnogo uspjeha te je na godinu nastupio u rodnom gradu. 1934. je otišao u Zagreb gdje je od tad članom zagrebačke Opere. Njegov dramski bariton bio je bogat, dobro moduliran i školovan, čime je oduševljavao slušateljstvo i glazbene kritičare. Ondje je bio do 1946. godine. Odigrao je uloge u Giordanovu Andréu Chénieru, Verdijevoj Aidi, Traviati, Rigolettu, Don Carlosu, Ponchiellijevoj Giocondi, Zajčevu Nikoli Šubiću Zrinjskom, Bizetovoj Carmen, Tonija u Pagliaccima, gostovao kao Valentin u Faustu i Renato u Krabuljnom plesu, igrao Jaga u Otellu, Belcorea u Ljubavnom napitku, Donizettijev Lord Henrik Ashton u Luciji di Lammermoor, Stanko u Hatzeovu Povratku, Tomskog u Pikovoj dami i dr. Boris Papandopulo, glazbeni kritičar splitskih novina Novo doba ishvalio je Županov nastup u Splitu u ulozi Stanka u Hatzeovom Povratku. Nakon boravka u Zagrebu, iselio je u Čile. Po svemu sudeći je emigrirao. Zadnji je put nastupio u Zagrebu veljače 1946. godine. I ondje je bio uspješan. Snimio je 1949. dva nosača zvuka za potrebe čileanskoga radija, u studijima RCA Victor. Ipak, malo se znade o Županovom životu nakon odlaska iz Zagreba.